# Paroedura vazimba
Paroedura vazimba — вид геконоподібних ящірок родини геконових (Gekkonidae). Ендемік Мадагаскару.

## Поширення й екологія
Paroedura vazimba відомі з кількох місцевостей, що лежать на заході острова Мадагаскар. Вони живуть у сухих тропічних лісах, на висоті від 90 до 120 м над рівнем моря.

## Збереження
МСОП класифікує цей вид як вразливий. Paroedura vazimba загрожує знищення природного середовища.